# 공중 교환 전화망
공중교환전화망(public switched telephone network , 줄여서 PSTN)은 세계의 공중 회선 교환 전화망들이 얽혀있는 전화망으로 세계의 공공 IP 기반 패킷 교환망인 인터넷과 방식이 매우 닮아 있다. 원래 고정 전화의 아날로그 전화망이었던 PSTN은 이제 거의 디지털화 하였으며 현재 고정 전화뿐 아니라 휴대 전화를 아우른다. 따라서 현재에 이르러 단순히 "고정 전화 회선의 전화망"이라고 정의하는 것은 잘못된 것이다.
PSTN은 거의 ITU-T가 만든 기술 표준으로 관리를 받으며 번지 매김(addressing)을 위해 E.163/E.164 주소를 사용한다.

## 역사
기술이 진보함에 따라 기능이 많아지고 용량 또한 커지게 되었다.
- 수동 교환: 1870년대 후반 들어 전화 서비스는 모두 수동 교환으로 이루어졌다. 중계 조작에 시간이 걸렸으며 통화를 신청한 다음 통화를 할 수 있을 때까지 기다리는 시간이 있었다.
- 자동 교환: 통신 수요의 증가에 대응하기 위해 세계적으로 자동 교환을 도입하게 되었다.
  - 1880년대에 스텝 바이 스텝(step-by-step) 교환기를 통해 전화 가입 구역의 자동화가 서서히 여러 나라에서 이루어지게 되었다. 가입자 전화 교환기를 통해 가입자 번호를 해석하여 접속하는 것이었으며 규모가 큰 나라에서는 네 자리수, 규모가 작은 나라에서는 세 자리 수의 것이 이용되었다. 또, 교환수 호출 등을 위한 특수 기능을 번호 안에 할당하였다.
  - 1926년에 스텝 바이 스텝 방식의 교환기인 크로스바 교환기가 전 세계적으로 시작되었다.
  - 1960년대에는 제어 부분이 컴퓨터로 처리되어 축적 프로그램 방식이 된 아날로그 전화 교환기가 도입되었다.
  - 1968년에 ITU-T가 No.6 신호 방식을 권고하였다. 통화에 부가 기능을 제공하기 쉬워지고 기존의 각 교환기를 가지고 전화번호를 해석할 수 있게 되어 요금 계산 시스템과 온라인 접속도 가능하게 되었다.
- 디지털로의 전환: 1980년대 후반부터 통신 수요 증대에 대응한 낮은 비용, 통신 기기의 신뢰성, 다양한 서비스를 제공하기 위해 전반적인 시스템을 디지털로 변경하였다.
  - 1980년에 ITU-T가 Q.700 시리즈의 No.7 신호 방식을 권고하였다. 이로써 개인 전화번호, 착신 과금 전화번호 등 교환기끼리 많은 정보를 쌍방향으로 교환하는 부가 서비스를 제공할 수 있게 되었다.

## 미국과 캐나다의 전화 교환 구조
- 클래스 1 (지역 센터)
- 클래스 2 (분할 센터 - sectional center)
- 클래스 3 (주요 센터 - primary center)
- 클래스 4 (과금 센터)
- 클래스 5 (지역 교환)
- 국제 해외 전화 센터

## 같이 보기
- 이동통신